# George Price Highway
Western Highway
Pour les articles homonymes, voir Western Highway.

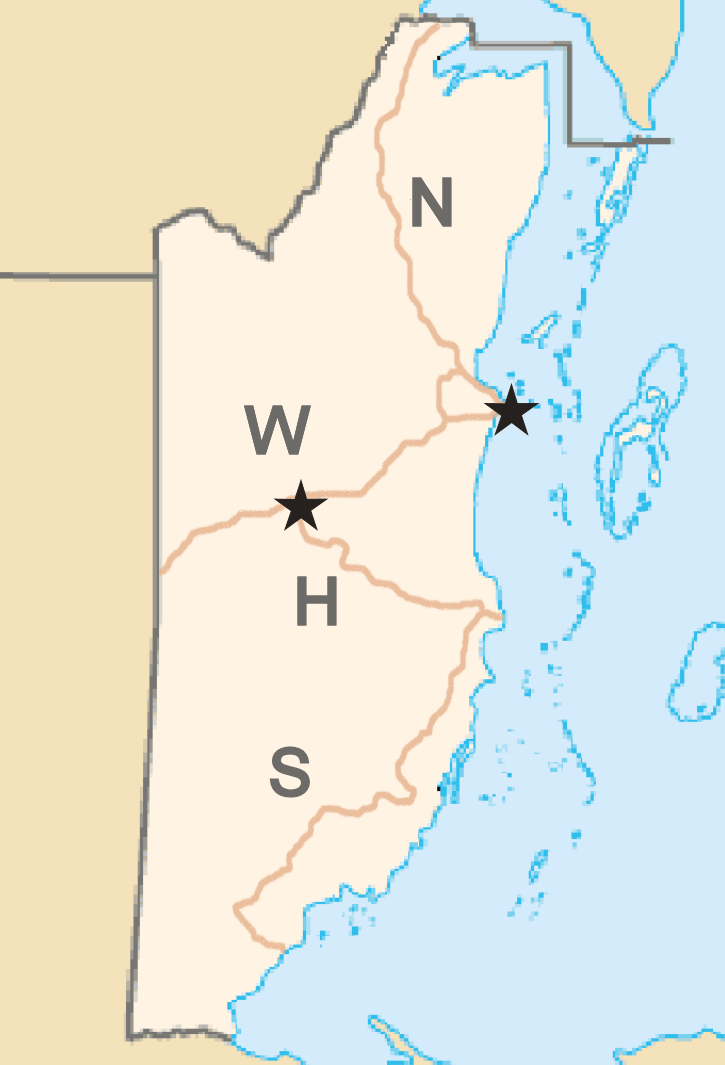
Carte du Belize représentant le réseau routier principal du pays avec la Western Highway en W.

La George Price Highway, anciennement nommée Western Highway (littéralement Grande route de l'Ouest en anglais), est l'une des cinq routes principales du Belize, pays d'Amérique centrale. Elle relie Belize City à la frontière guatémaltèque en passant par Belmopan, la capitale.

## Présentation
La route a été construite dans les années 1930 et est à l'origine connue sous le nom de Western Highway. Elle est rebaptisée George Price Highway en 2012, en l'honneur de l'ancien Premier ministre qui a conduit le pays à l'indépendance en 1981.